# Antoni (biskup halicki)
Antoni (ur. ?, zm. zimą 1391 lub 1392) – duchowny rzymskokatolicki, dominikanin lub franciszkanin. Uczestnik katolickich misji na Rusi. Około 1371 roku mianowany arcybiskupem halickim.